# 轮对空心轴驱动方式
轮对空心轴驱动方式是铁路机车车辆使用的牵引传动装置类型之一，也是应用历史最悠久的架悬式驱动装置。该驱动方式的特点将牵引电动机安装在转向架（转向架式机车）或车架（车架式机车）上，而车轴外面套了一根同心的空心轴，空心轴和车轴间留有足够的间隙，允许发生轨道冲击时车轴的上下运动和通过曲线时的倾斜，而车轴（或车轮）与空心轴（或大齿轮）之间设有可适应各方向运动的弹性联轴器，以补偿轮对与转向架构架（即牵引电动机）之间自由的相对运动。弹性联轴器对于各向运动的适应性既可以由弹簧实现，也可以采用弹性构件或关节机构来组成联轴器。因此，在铁路技术的漫长发展历史过程中，先后出现了许多形式的轮对空心轴驱动装置。
轮对空心轴驱动方式一如其他类型的架悬式驱动装置，其主要优点是减轻机车车辆的簧下重量，降低轮轨间的垂向动作用力，提高车辆的运行平稳与安全性能，为提高列车运行速度创造有利条件。除此之外，由于线路不平顺对牵引电动机及牵引齿轮副的冲击，经过弹性元件的振动隔离作用而大幅降低，因而延长了牵引电动机及牵引齿轮副的工作寿命。

## 发展简史

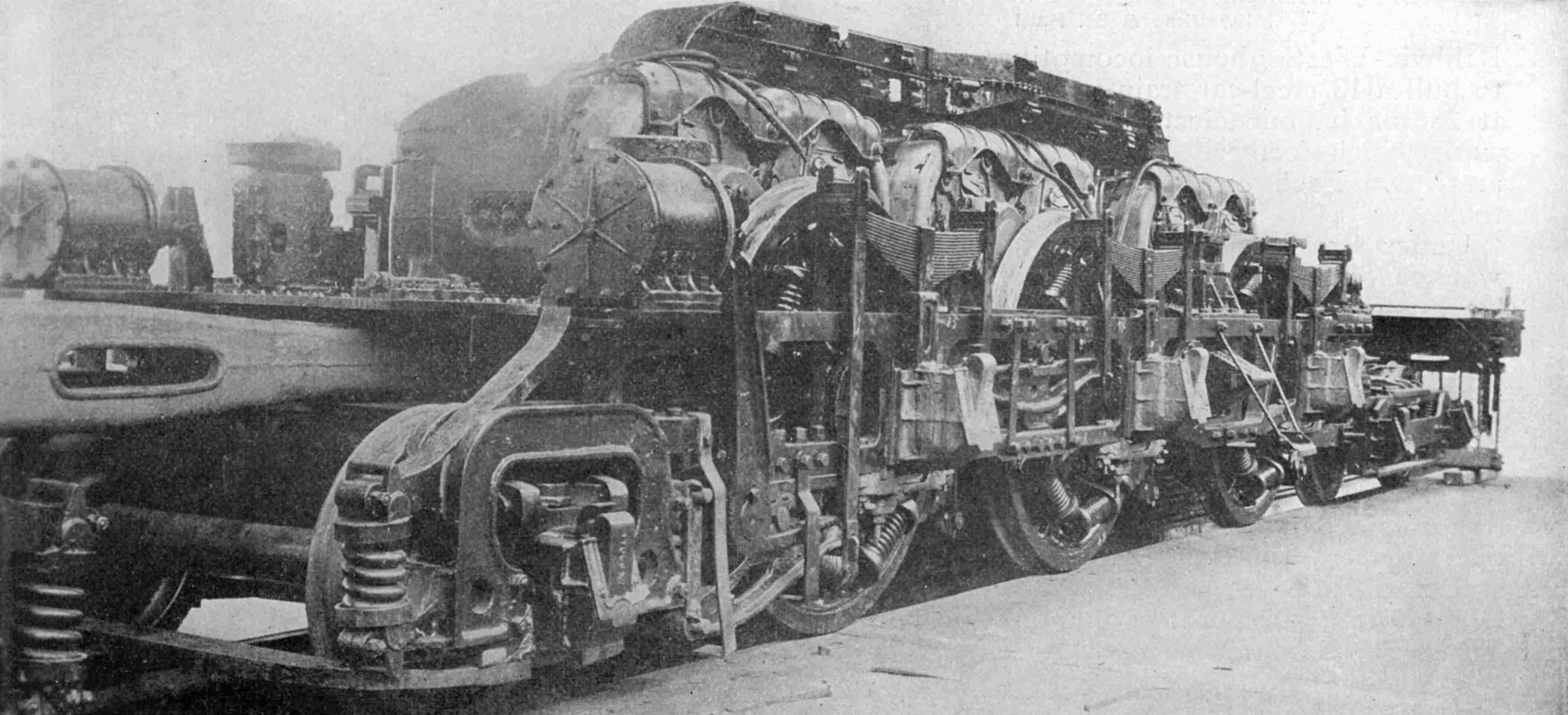
密尔沃基铁路密尔沃基铁路EP-3型电力机车的主车架，图中可见威斯汀豪斯驱动装置的弹簧联轴器（设置在车轮辐条之间）

1900年代，西屋电气公司发明了首先采用弹簧联轴器的轮对空心轴驱动装置——威斯汀豪斯驱动装置。1920年代至1930年代间，随着欧洲铁路干线的电气化以及客运电力机车的发展，在欧洲多国出现了多种形式的轮对空心轴驱动装置，例如在威斯汀豪斯驱动装置基础上改良的赛雪龙弹簧驱动装置，以及使用弹簧套筒联轴器的AEG-克莱诺夫弹簧驱动装置。而意大利国家铁路也研制出使用钢板弹簧联轴器的比亚恩基驱动装置和内格里驱动装置，以及使用橡胶盘联轴器的法内利驱动装置。使用关节机构作为弹性联轴器的轮对空心轴驱动装置则是由法国阿尔斯通公司发明，亦即是著名的阿尔斯通浮动盘式驱动装置，后来德国亨舍尔公司和意大利国家铁路也分别对其作出了改进。
以上这些早期的轮对空心轴驱动装置结构都比较简单，驱动元件几乎只布置在牵引电动机一端的垂直平面内，水平方向伸展与牵引电动机宽度相比较短，既可以设计成单边传动，也可以采用双边传动；而且它们都属于单级弹性传动系统，弹性元件只设置在空心轴（或大齿轮）与车轮之间。第二次世界大战结束后随着各国铁路的列车运行速度不断提高，使用双级弹性传动系统的轮对空心轴驱动装置应运而生，例如法国的杰奎明驱动装置和德国的BBC双空心轴驱动装置。在这种结构形式中，驱动元件除了布置在牵引电动机一端的垂直平面内，还在水平方向从轮对的一侧延伸至另外一侧；其中一组弹性元件设置在大齿轮与空心轴之间，另一组弹性元件设置在空心轴与车轮之间，如此一来牵引电动机与轮对之间就得到了两级弹性的隔离。由于这类传动装置较为复杂而且占用空间也较多，因此通常只能设计成单侧齿轮单边传动的结构。

## 主要类型

### 威斯汀豪斯驱动装置

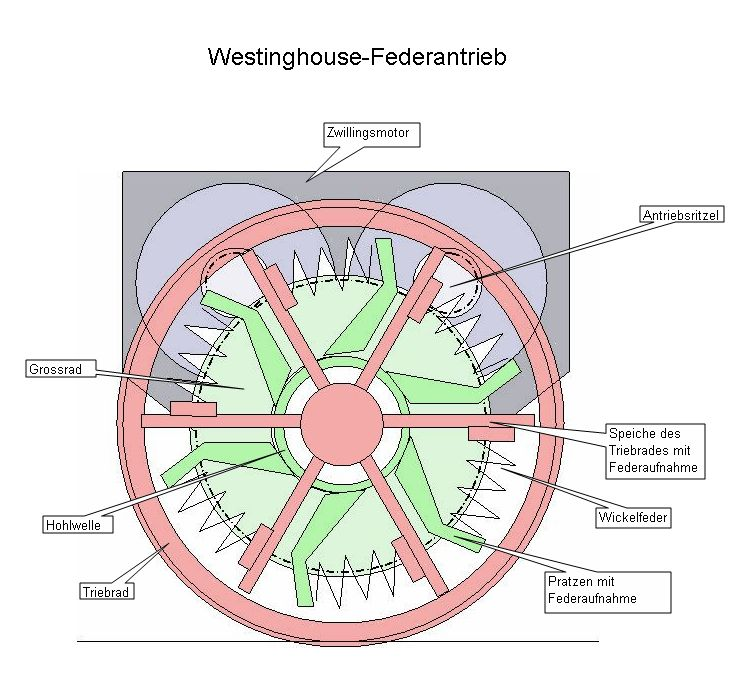
威斯汀豪斯驱动装置结构示意图

1900年代，美国西屋电气公司发明了第一种轮对空心轴驱动装置——威斯汀豪斯驱动装置，一组双转子牵引电动机安装在车架式机车的车架上，同心套装在车轴外面的空心轴通过抱轴承支撑在双转子牵引电动机的机座上，驱动装置中的大齿轮固定安装空心轴的一端，大齿轮通过伸入到车轮辐条间的弹簧联轴器与轮对相连，而在空心轴另一端的盘形端面法兰亦有相同形式的弹簧联轴器。
弹簧连轴器是由六个相隔60°布置的螺旋弹簧及夹爪组成，当轮对转动时其中一边车轮的弹簧受压，而同一轮对另一边车轮的弹簧受拉。此外，由于车架的弹性位移、车轮转动时的离心力作用、通过曲线时的轮对偏斜等原因，弹簧联轴器的应力作用关系十分复杂，因此设计时应当尽可能设定较高的弹簧强度，避免弹簧因承受过度应力而导致损坏。这种驱动装置只能适用于当车轮有较大直径的情况，从而有足够空间容纳弹簧联轴器。
威斯汀豪斯驱动装置早期曾经被应用于美国和瑞士的电力机车，例如賓夕法尼亞鐵路GG1型電力機車、密尔沃基铁路EP-3型電力機車、波士顿与缅因州铁路5000型电力机车，以及瑞士联邦铁路（SBB）的Be 4/7、Ae 3/5、Ae 3/6 III型电力机车。

### 赛雪龙弹簧驱动装置

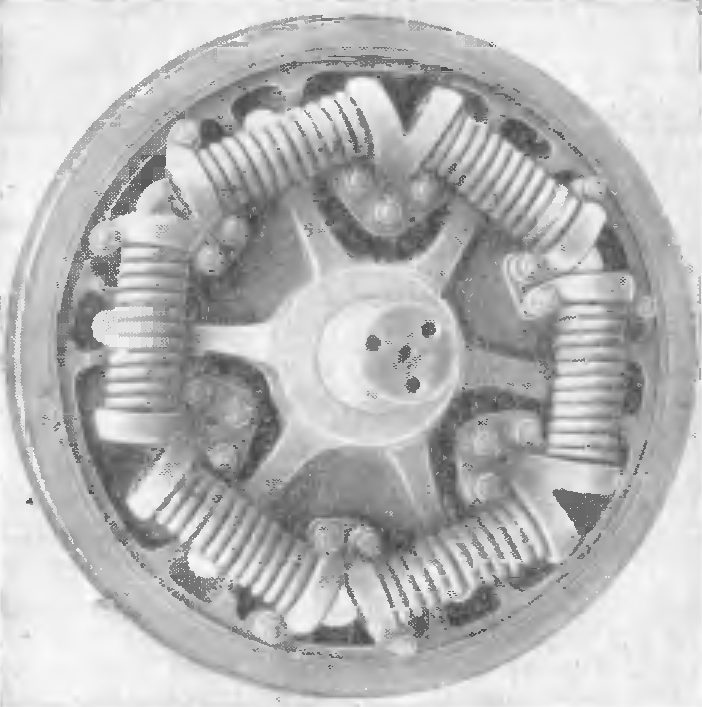
赛雪龙弹簧驱动装置

1920年代，瑞士赛雪龙公司（SAAS）在威斯汀豪斯驱动装置的基础上，设计出经过改良的赛雪龙弹簧驱动装置。这种驱动装置使用了三组双弹簧元件，代替威斯汀豪斯驱动装置的六个独立螺旋弹簧，每组双弹簧元件通过一个固定弹簧支座与空心轴相连，并通过两个外侧支座与车轮相连。
与威斯汀豪斯驱动装置相比，由于每个车轮的固定弹簧支座数目由六个减少至三个，加上弹簧联轴器的结构更为紧凑，使其能够安装在直径较小的车轮上，这样除了有利于缩短固定轴距和机车长度外，还可以减轻属于簧下重量的轮对重量，另外亦能够降低由于动轴相对于空心轴的偏心以及离心力所造成的弹簧附加应力。在这种驱动装置当中，每个车轮上相对布置的弹簧交替地承受拉压作用，当机车运行方向改变时弹簧上的应力作用也相应改变，但两个车轮上的弹簧拉压变化始终是相同的。除此之外，这种驱动装置的结构也便于对弹簧元件的保养，而且也允许对断裂的弹簧进行焊接，有利于降低维护成本。
赛雪龙弹簧驱动装置于1926年首次被使用于BLS勒奇山铁路的Ae 6/8型电力机车，随后这种被证明为成熟可靠的驱动方式又应用在各种机车车辆，例如联邦铁路奥地利（BBÖ）的1170、1170.1、1170.2型电力机车，奥地利联邦铁路（ÖBB）的1040型電力機車，博登湖－托根堡铁路（BT）的Be 4/4型电力机车，苏联铁路的Eel8型柴油机车等。

### AEG-克莱诺夫弹簧驱动装置

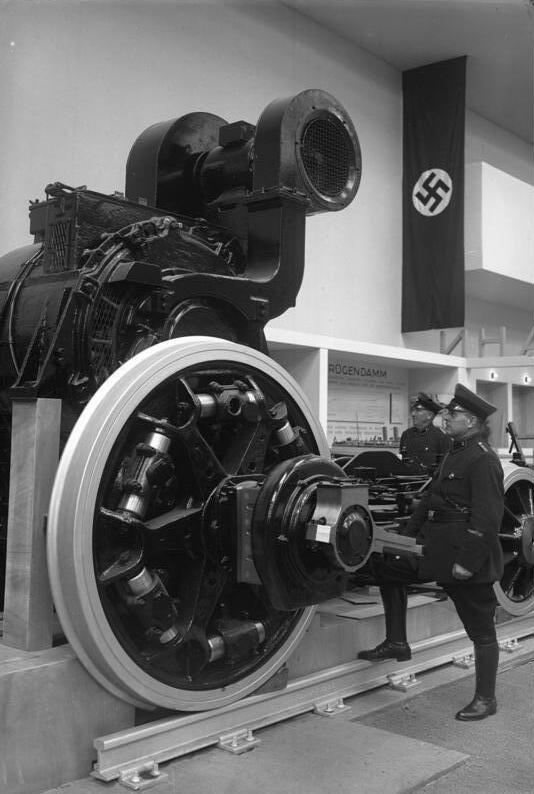
德意志国铁路E18型电力机车使用的AEG-克莱诺夫弹簧驱动装置

虽然赛雪龙弹簧驱动装置大大简化了威斯汀豪斯驱动装置的结构，但是仍然未能解决因车轮旋转产生离心力作用致使弹簧受弯的缺点。为了尽可能消除由离心力造成的附加扭转应力，并且使弹簧在车轮两个回转方向都均衡受压，德国AEG公司的机械工程师沃尔特·克莱诺夫（1880年—1944年），于1925年研制了第一种采用弹簧套筒的轮对空心轴驱动装置，称之为AEG-克莱诺夫弹簧驱动装置。
空心轴两端法兰上利用螺栓安装了六个弹簧支座，每个支座设有一组连接车轮辐条的弹簧套筒装置；弹簧套筒由一个螺旋弹簧和两个套筒外壳组成，套筒两端端面与车轮辐条上的压板紧贴，所有可相互滑动的部件包括套筒及压板都经过淬火处理。当车辆起动时支座压紧弹簧套筒的其中一端，当中的螺旋弹簧受压并将压力传到套筒的另一端，再经压板传递到车轮幅条。这种驱动装置具有良好的扭转弹性，当机车起动时能够有效保护牵引电动机的整流子，并且可以缓和改变调压级位时因牵引力变化所产生的冲击。
1927年，AEG-克莱诺夫弹簧驱动装置被首次装用于德意志国铁路E21.0型电力机车，并与同时期面世及采用布赫利驱动方式的德意志国铁路E16型电力机车进行对比试验，最终德意志国铁路认为前者具有较佳的传动性能和经济性，因而在以后批量采购的E17型、E04型、E18型、E19型电力机车上均统一采用AEG-克莱诺夫弹簧驱动装置，其中E19型电力机车的构造速度更达到180公里/小时。
弹簧套筒驱动装置自面世以来曾经出现了多种改良方案，瑞士欧瑞康机械制造厂（MFO）和赛雪龙公司（SAAS）等厂家都生产过类似的驱动装置，虽然结构上略有差异但基本原理保持不变。金属弹簧经过长时间使用后容易产生裂纹或断裂，因此后来有些车辆使用橡胶弹簧取代了螺旋弹簧，例如在战后时期的E18型、E19型电力机车。

### 比亚恩基驱动装置

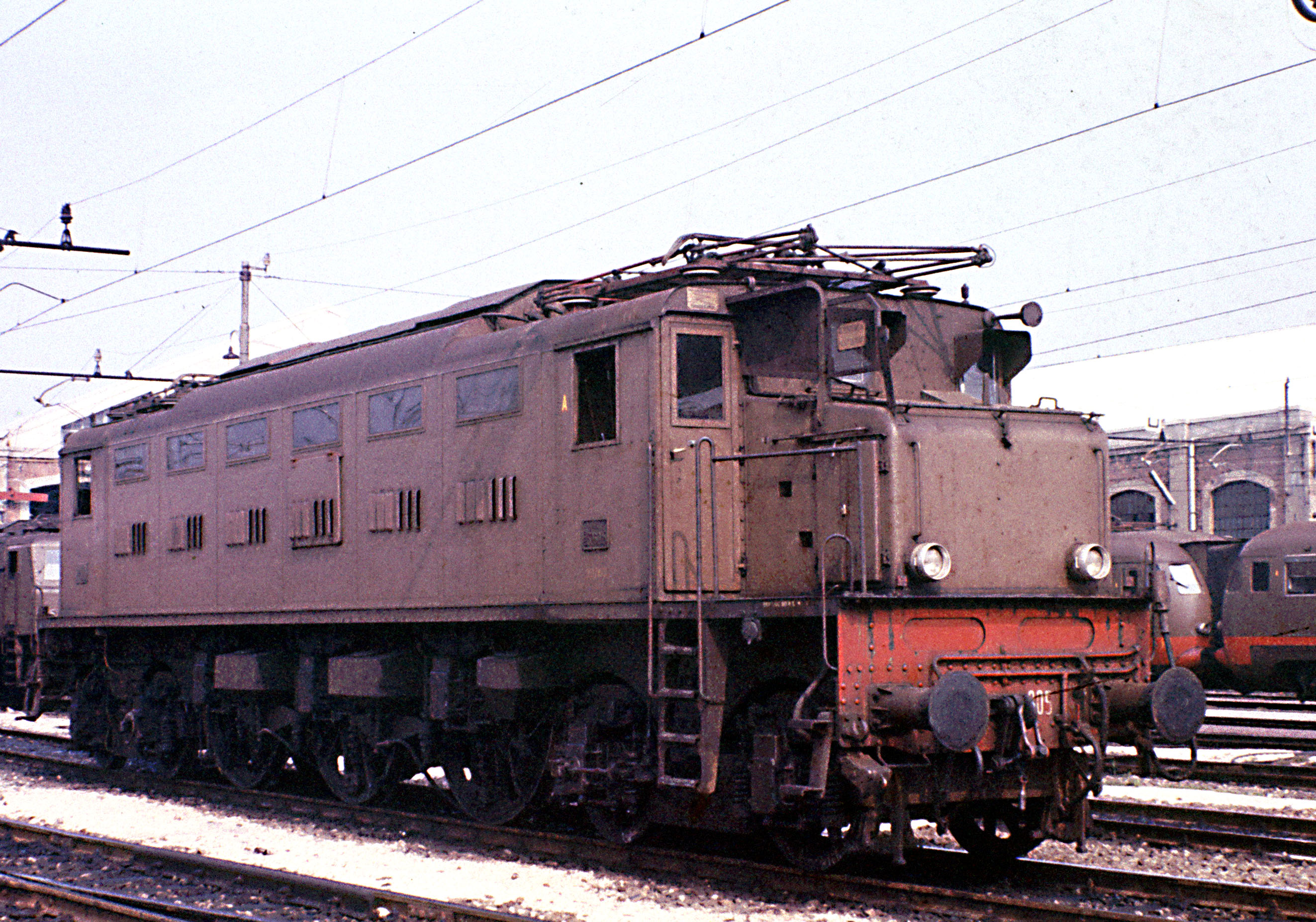
使用比亚恩基驱动装置的意大利国铁E.326型电力机车

1920年代，意大利国家铁路工程师朱塞佩·比安奇在威斯汀豪斯驱动装置的基础上，设计了一种采用钢板弹簧作为联轴器的驱动装置，并以设计者名称命名为比亚恩基驱动装置。在装备这种驱动装置的电力机车上，空心轴两端法兰盘上相隔60°布置着六个弹簧支座，分别使用螺栓固定着六组钢板弹簧，每组弹簧在车轴上由两个滚子支撑，滚子与弹簧端部有一定的间隙，当车轮转动时弹簧与其中一个滚子贴靠，使钢板弹簧受到弯曲并产生缓冲作用，以补偿空心轴与车轴之间的相对位移。
而运用在电力动车组上的比亚恩基驱动装置则与电力机车略有不同，由于电力动车组车轮直径及辐条间隙较小，各个弹簧支座上平行固定着两个滚子，钢板弹簧的一端支撑在滚子上，另一端可插入在轮辐之间或者固定在轮毂上。使用比亚恩基驱动装置的车型包括意大利国铁的E.326、E.428型电力机车，以及ALe 790（ALe 880）、ALe 792（ALe 882）型电力动车组等。

### 内格里驱动装置

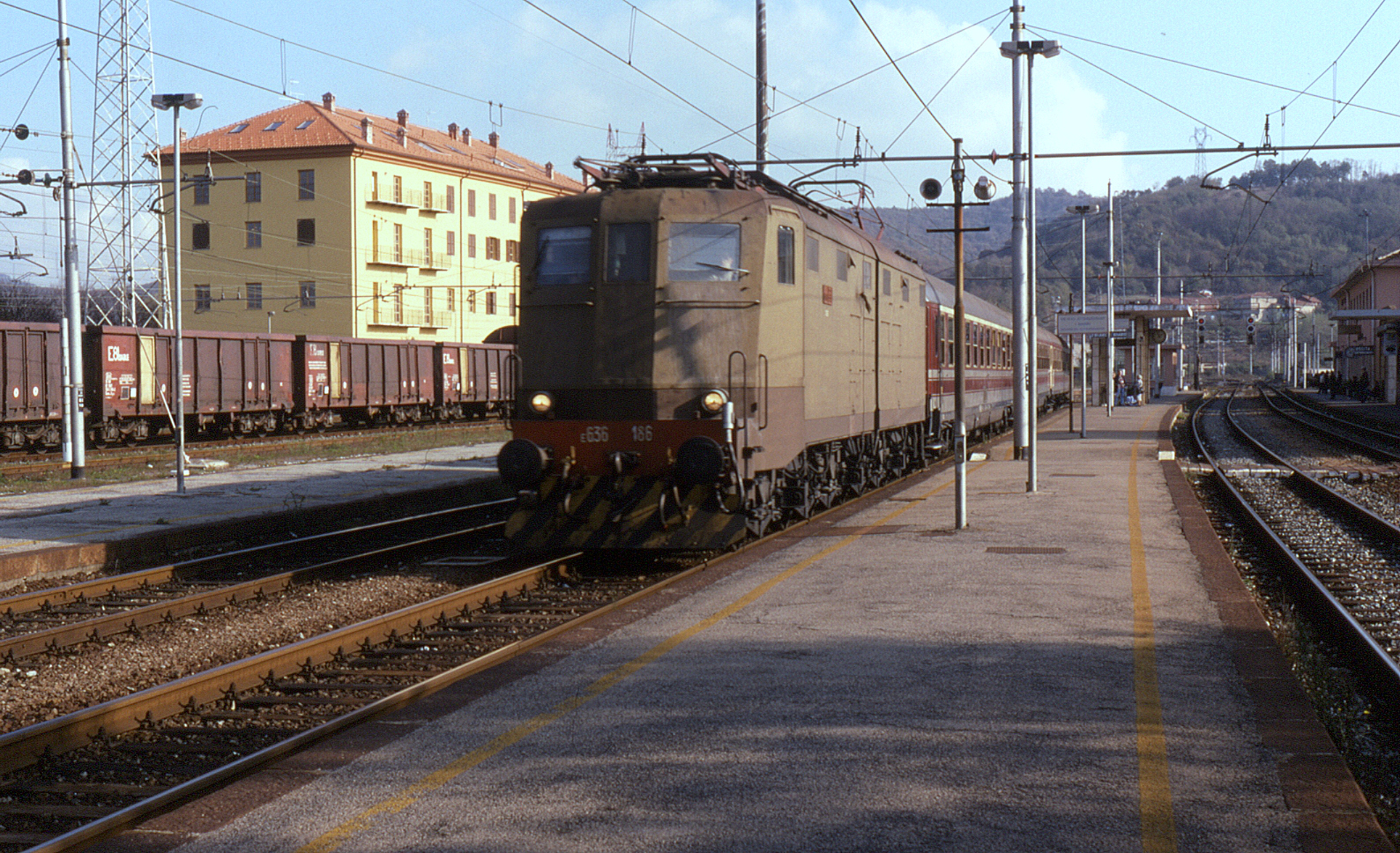
使用内格里驱动装置的意大利国铁E.636型电力机车

比亚恩基驱动装置有一个明显的缺点，就是钢板弹簧在空间尺寸最小的夹紧部位承受最大的应力，因而对弹簧的使用寿命造成不利影响。1930年代末，意大利国铁工程师费迪南多·内格里对比亚恩基驱动装置作出改良，将每组钢板弹簧支撑在两个与其端部平行的插销之中，而插销插入到车轮的轮辋和轮毂上；空心轴两端法兰盘上设有由两个平行滚子组成的爪轮，支撑在钢板弹簧的中部。这种设计被称之为内格里驱动装置。
内格里驱动装置最初被安装在一台属于第二生产批次的意大利国铁E.428型电力机车上进行试验，随后又被应用于第四批次的E.428型电力机车，以及大多数的E.636型电力机车。内格里驱动装置可以与比亚恩基驱动装置互换使用，因此也会发生两者同时出现在同一台转向架的特殊情况，即两个轮对分别使用两种不同的驱动装置。

### 法内利驱动装置

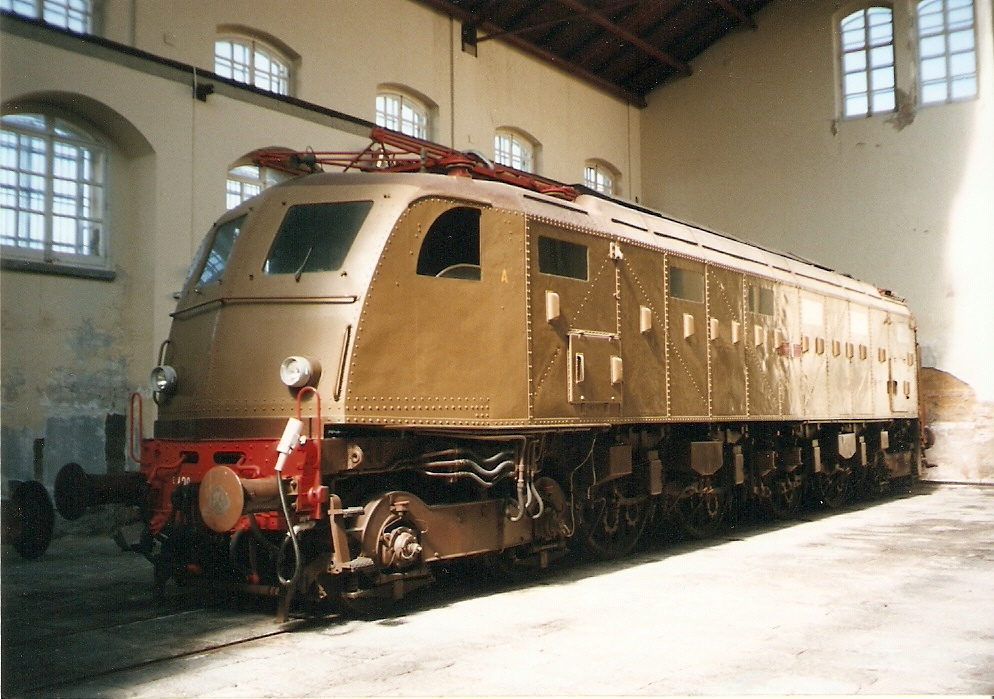
使用法内利驱动装置的意大利国铁E.428型电力机车

法内利驱动装置是由意大利国家铁路工程师马里奥·法内利设计，既可以使用于弹性轴悬式驱动装置，又可以使用于架悬式驱动装置。这种驱动装置是在瑞典通用电机公司（ASEA）的橡胶盘式弹性轴悬驱动装置基础上发展而来，采用由六个相隔60°布置的特殊圆形橡胶盘组成的弹性联轴器，橡胶盘用硫化和夹紧的处理方法，分别与空心轴两端法兰及车轮轮心相连，牵引电动机输出的扭矩通过小齿轮、大齿轮、空心轴、橡胶盘传递到车轮。1940年代，法内利驱动装置首先被应用于第四生产批次的意大利国铁E.428型电力机车（204～242号机车）；到了1950年代后期，许多早期生产的E.428型电力机车也改装法内利驱动装置，以取代使用钢板弹簧的比亚恩基驱动装置。其他使用法内利驱动装置的车型还包括意大利国铁的部分E.636型电力机车（195～198号机车），以及ALe 601型电力动车组、ETR 300型电力动车组等。
1950年代初，意大利国铁为了提高驱动装置的扭转弹性，研制了采用双空心轴设计的法内利驱动装置，装用于部分属于第二生产批次的E.636型电力机车（176～183号机车）进行试验。这种驱动装置的结构类似于法国的杰奎明驱动装置，大齿轮固定安装在外空心轴上，而外空心轴通过滚动轴承支撑着牵引电动机机壳上；外空心轴通过橡胶套筒柱销弹性联轴器与锥形结构的内空心轴相连，内空心轴直径较小的一端通过相同形式的联轴器与车轴相连。

### BBC弹簧驱动装置

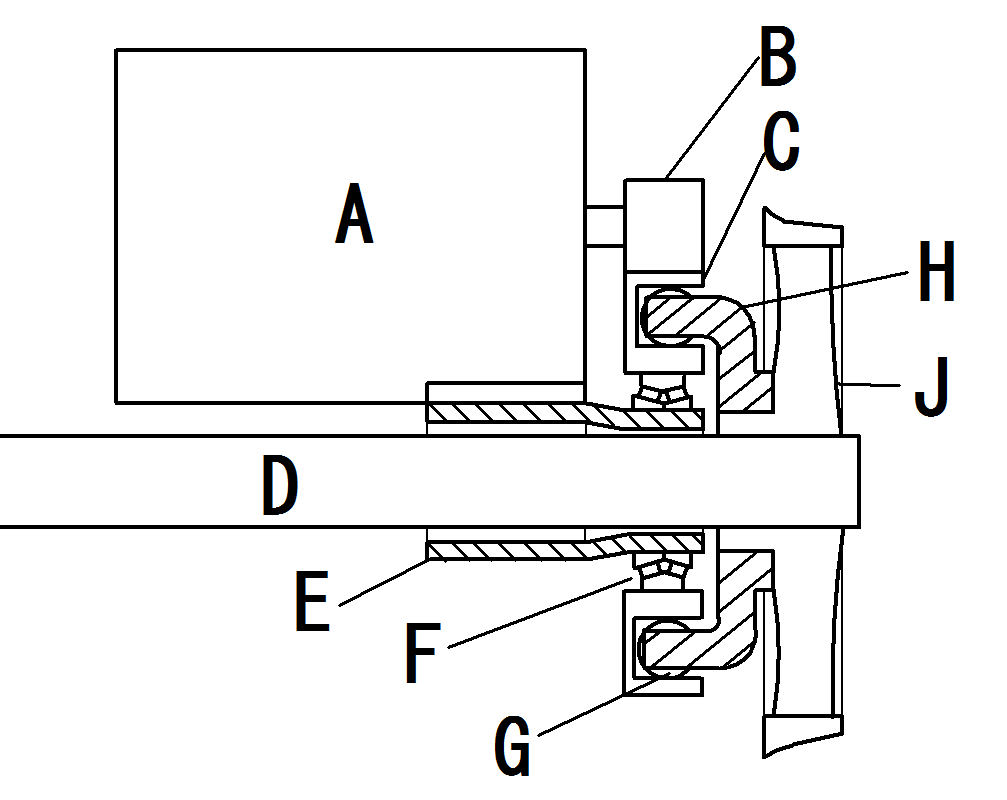
BBC弹簧驱动装置的结构示意图
A：牵引电动机；B：小齿轮；C：大齿轮；D：车轴；E：空心轴套；F：大齿轮轴承；G：弹簧套筒；H：传动臂爪；J：车轮

1940年代，瑞士勃朗-包维利股份公司（BBC）在AEG-克莱诺夫弹簧驱动装置的基础上，发明了将弹簧套筒直接安装在大齿轮内的结构形式，称之为勃朗-包维利弹簧驱动装置或BBC弹簧驱动装置。牵引电动机完全安装在转向架构架上，大齿轮通过滚动轴承安装在一截短空心轴套上，该空心轴套与牵引电动机机座连成一体而不能随车轴转动；大齿轮心中部设有六组弹簧套筒，弹簧套筒通过六个传动臂爪与车轴上的传动盘相连；牵引电动机输出的扭矩通过小齿轮、大齿轮、弹簧套筒、传动臂爪、传动盘传递到车轮。当车辆运行时因线路振动冲击产生大齿轮与车轴间的相对位移，由传动臂爪在大齿轮心弹簧孔中产生的相应位移而抵消。
这种结构形式没有转动的空心轴，是最为简单的轮对空心轴驱动装置，其优点是将受磨损作用的弹簧套筒与大齿轮一起受到油脂润滑。此外，由于传递力矩的弹簧设置在大齿轮轴承座圈内部，因此大齿轮轴承无需承受力矩的作用。BBC弹簧驱动装置曾经在瑞士联邦铁路（SBB）和奥地利联邦铁路（OBB）被广泛采用，它首次应用于1940年研制的瑞士联邦铁路RFe 4/4型电力动车组，随后瑞士联邦铁路的Re 4/4 I、Re 4/4 II、Re 4/4 III、Re 6/6、Ae 6/6型电力机车、RAe TEE II型电力动车组，以及奥地利联邦铁路的1010型、1110型、1044型电力机车、4010型电力动车组等亦采用了这种结构。
1950年代末，日本国有铁道借鉴瑞士联邦铁路的电力机车，仿制了BBC弹簧驱动装置并应用于部分早期的新性能电力机车，包括ED70、ED71、ED60、ED61、EF60、EF61型电力机车等，称之为轴套式驱动方式。然而在机车投入运用后就发现严重缺点，由于这种驱动装置的大齿轮箱无法完全密封，沙尘容易通过弹簧孔进入齿轮箱内部，导致齿轮啮合状态恶化及磨耗异常；另一方面，其扭转振动频率与机车常用速度下的振动頻率接近，引致驱动装置发生共振。因此，日本国铁于1962年决定从EF60型电力机车第二批量产车起停止使用这种驱动装置，而之前生产的机车则陆续改为使用轴悬式驱动装置，或者采用连杆机构的轮对空心轴驱动装置。

### 阿尔斯通浮动盘式驱动装置

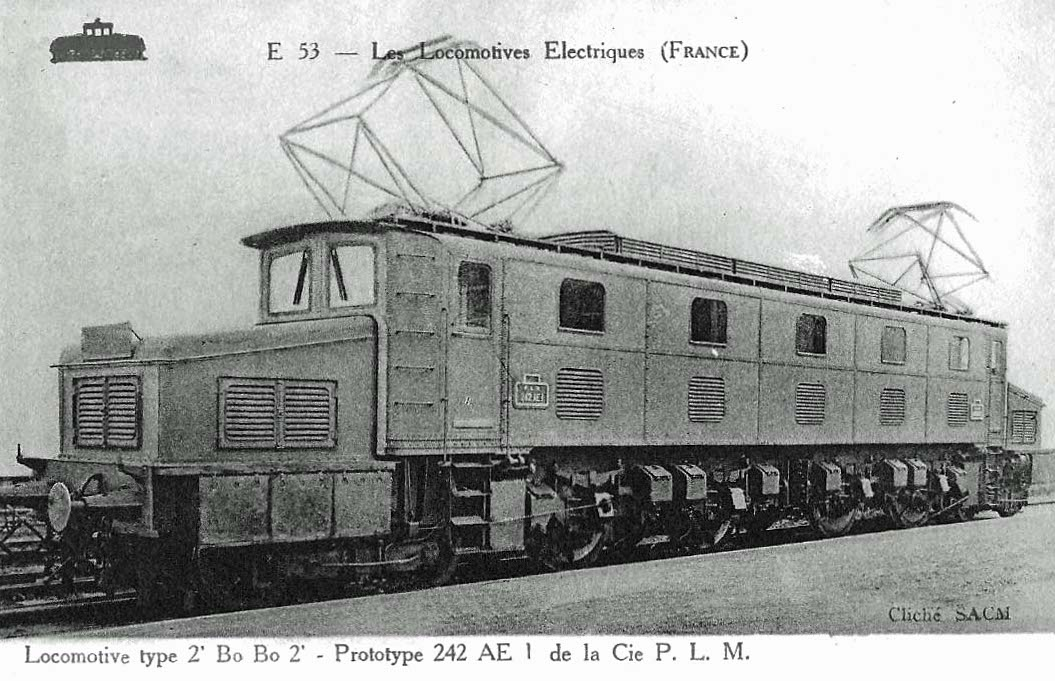
第一辆采用浮动盘式驱动装置的法国国铁2BB2 3200型电力机车

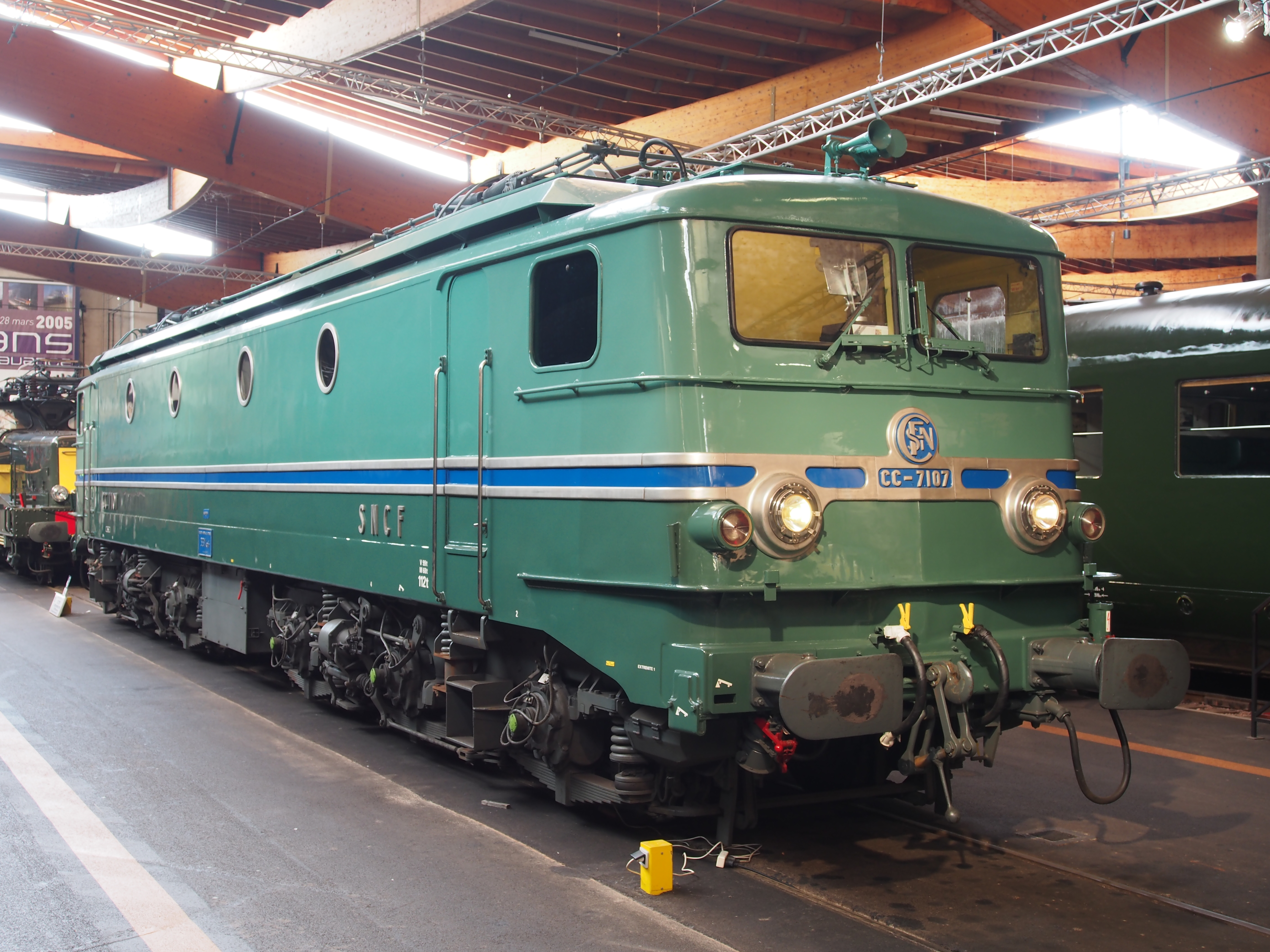
曾经打破世界纪录的CC 7100型电力机车

1920年代，法国阿尔斯通公司发明了第一种采用连杆关节机构的轮对空心轴驱动装置，称之为阿尔斯通浮动盘式驱动装置。这种驱动装置由齿轮副、空心轴、四连杆浮动盘机构组成，大齿轮压装在空心轴的其中一端，空心轴两端各有两个主动销，齿轮端的主动销设置在大齿轮上，另一端的主动销装在空心轴法兰盘上，主动销通过四连杆浮动盘机构连接车轮。早期的浮动盘机构曾经使用三平面关节联轴器，两对连杆以彼此相隔180°的方式对角设置，每对连杆由两根以90°相互垂直设置的连杆组成，其中一根连杆端部与大齿轮或空心轴上的主动销铰接，另一根连杆端部则与车轮上的从动销铰接，两对连杆的两个铰接点通过一个环形的浮动盘相连。这种驱动装置最早被使用于1928年试制的法国国铁2BB2 3200型电力机车。
后来，阿尔斯通公司改为使用双平面关节联轴器作为浮动盘机构，基本原理与三平面联轴器没有分别，同样由两根主动连杆、浮动盘、两根从动连杆构成，但浮动盘形状和连杆布置方式略有变化，并在活动关节处采用橡胶衬套以解决润滑问题。牵引电动机输出的扭矩通过小齿轮、大齿轮、空心轴、主动销及主动连杆、浮动盘、从动连杆及从动销传递到车轮。空心轴与车轴之间的间隙约为40～45毫米，由关节橡胶衬套的变形实现空心轴与车轴之间的相对位移，最大相对位移可达±30～35毫米。1943年试制的法国国铁2D2 5300型电力机车（2D2 5302～5306号机车）首次使用这种驱动装置。
阿尔斯通浮动盘式驱动装置具有结构简单及无需润滑的优点，既可以使用于独立传动系统（每根车轴各由一台牵引电动机驱动），也可以使用于组合传动系统（转向架内多个轮对由一台牵引电动机驱动的单电机转向架），自1940年代后期开始被广泛应用于阿尔斯通公司制造的多种电力机车和柴油机车，典型例子包括法国国家铁路（SNCF）的BB 8100、CC 7100、BB 16500、BB 8500、BB 17000、BB 25500、CC 40100型电力机车，以及CC 70000、CC 72000型柴油机车，其中CC 7100型电力机车更在1954年、1955年先后两次打破铁路车辆最高速度纪录，最高试验速度达到330.8公里/小时。
然而，阿尔斯通浮动盘式驱动装置在结构上也不无缺点。根据运动学原理的分析，浮动盘发生位移时其中心沿一个圆形轨迹旋转，其旋转频率比车轮转速大一倍，使驱动元件产生极大的离心力，而且这个离心力与行驶速度成平方关系增加。德国联邦铁路曾经在E10 001号电力机车使用浮动盘式驱动装置，并进行了包括离心力测定项目在内的动力学性能试验，当运行速度为130公里/小时、车轴位移20毫米时的离心力为5.1千牛，当运行速度为200公里/小时、车轴位移35毫米时的离心力为21.19千牛，当运行速度为250公里/小时、车轴位移35毫米时的离心力高达33.06千牛，已经达到机车轴重的33.7%。这个特性导致轮轨间垂直载荷不稳定的情况，并使关节橡胶衬套承受载荷大幅增加，严重影响橡胶衬套的使用寿命。基于这些原因，阿尔斯通浮动盘式驱动装置在1960年代以后逐步被杰奎明驱动装置取代。

### 意大利国铁浮动盘式驱动装置
1950年代初，意大利国家铁路（FS）与菲亚特公司参考阿尔斯通浮动盘式驱动装置，研制了同样使用三平面关节联轴器的浮动盘式轮对空心轴驱动装置，两种驱动装置的差异在于浮动盘与连杆的连接方式。大齿轮压装在空心轴的其中一端，空心轴两端法兰盘上各有两个主动销，主动销穿过车轮心并通过四连杆浮动盘机构连接车轮；连杆及浮动盘机构设置在车轮的外侧，每对连杆机构由两根互相垂直的连杆组成，两对连杆机构以彼此相隔180°的方式对角设置，浮动盘与连杆的连接点位于两根对置连杆的中间点，而不像阿尔斯通驱动装置那样位于两根连杆的铰接点。
1954年，意大利国铁将浮动盘式驱动装置应用于一台E.434型电力机车（由常规的E.424型电力机车改装而成）并进行试验。1959年，这种浮动盘式驱动装置开始在E.646型电力机车上推广使用，并在1960年代至1980年间成为意大利国铁机车的标准型驱动装置，被广泛应用于后续的E.444、E.656、E.632、E.633、E.652型电力机车，以及D.343、D.345、D.443、D.445型柴油机车。

### 亨舍尔－阿尔斯通驱动装置

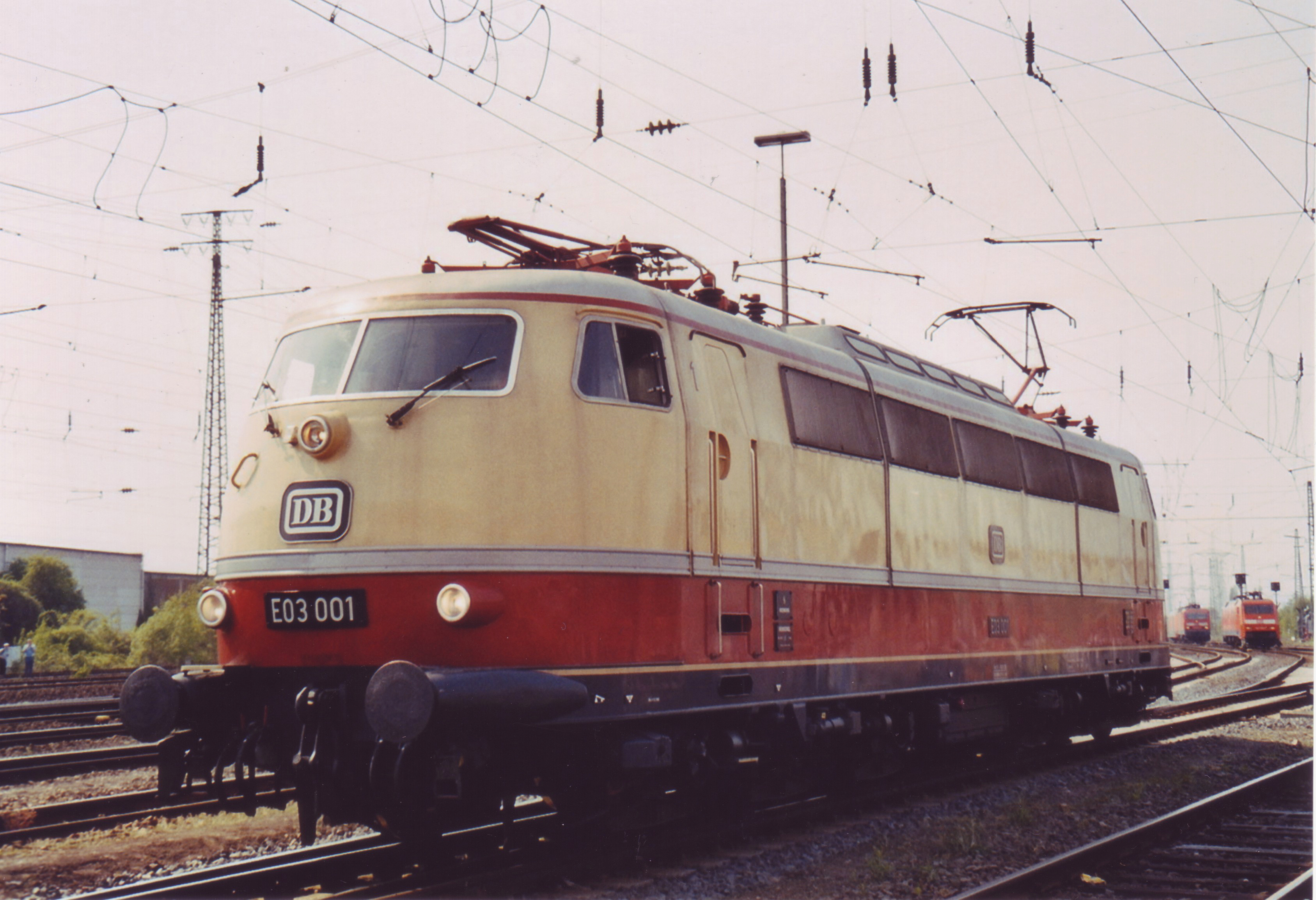
使用亨舍尔－阿尔斯通驱动装置的德国联邦铁路E03 001号电力机车

1960年代初，联邦德国（西德）的亨舍尔公司在阿尔斯通浮动盘式驱动装置的基础上进行改良，设计出采用两个弹性橡胶环、双边齿轮传动的浮动盘式驱动装置，称之为亨舍尔－阿尔斯通驱动装置或亨舍尔连杆式驱动装置。这种驱动装置的浮动盘不再直接与车轮相连，而是通过设置在车轮外侧的两个弹性橡胶环，两个橡胶环之间使用16个套筒和16个螺栓连接起来，使用螺栓连接橡胶环与压装在车轮心上的中间环。牵引电动机输出的扭矩通过小齿轮、大齿轮（座落在空心轴滚动轴承上）、主动销及主动连杆、浮动盘、从动连杆及从动销、弹性橡胶环、中间环传递到车轮；空心轴与车轴之间的最大垂直位移可达±35毫米，最大横向位移可达±10毫米。
1963年，德国联邦铁路为了对研制中的新一代高速客运电力机车进行技术验证，在当年新造的E10 299号电力机车上首次装用亨舍尔－阿尔斯通驱动装置，而E10 300号电力机车则装用了西门子-舒克特公司和勃朗-包维利公司开发的双空心轴六连杆扇形橡胶块驱动装置，两台机车在试验时的最高运行速度都达到了200公里/小时。为了对这两种驱动装置作进一步的对比试验，在1965年交付的首批四台E03型电力机车原型车当中，E03 001、004号机车使用亨舍尔－阿尔斯通驱动装置，E03 002、003号机车使用双空心轴六连杆扇形橡胶块驱动装置。最终德国联邦铁路认为后者的重量较轻，并决定在批量生产的103型电力机车上采用，因而放弃了亨舍尔－阿尔斯通驱动装置。

### 杰奎明驱动装置

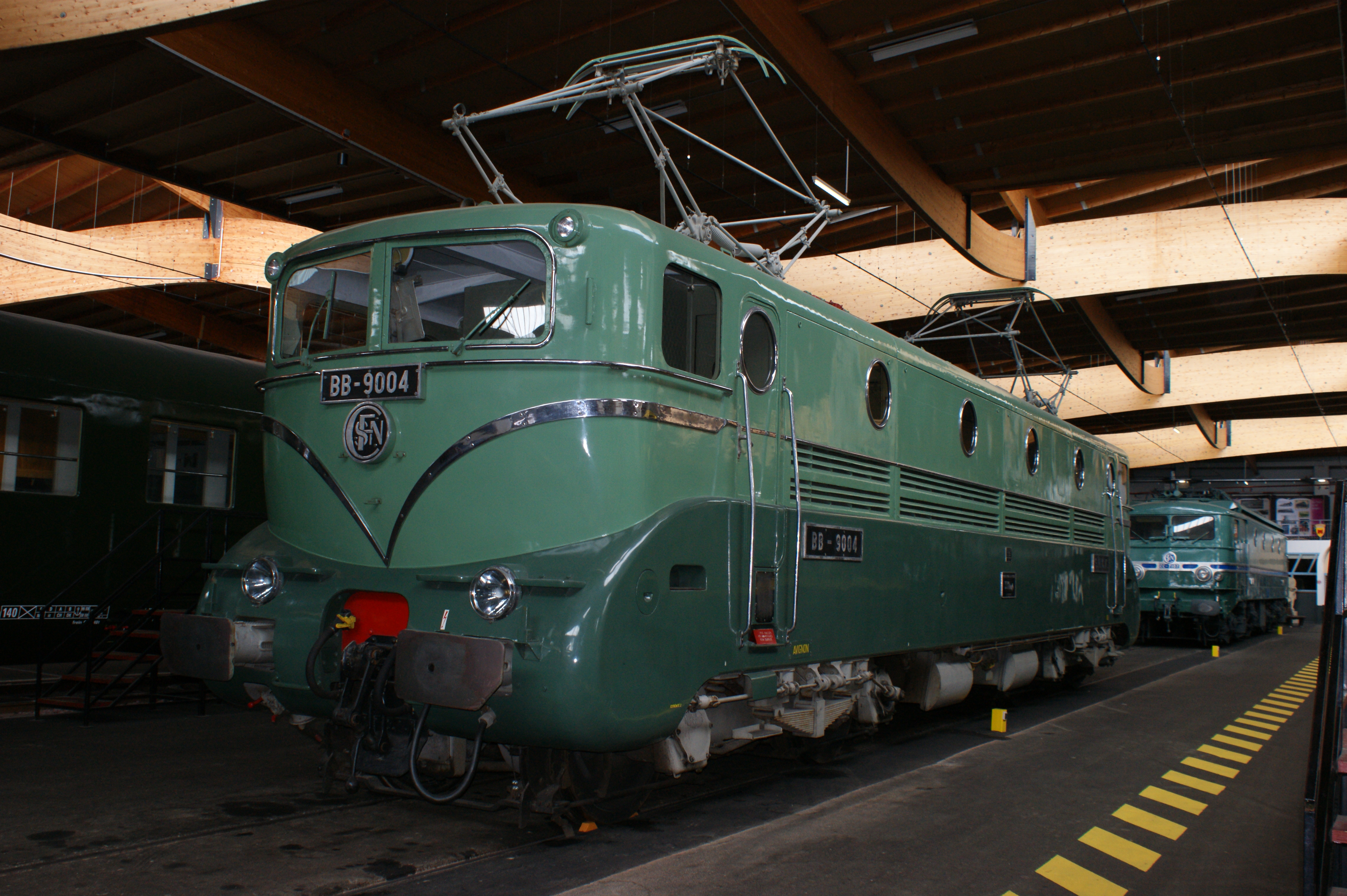
BB 9004号电力机车

1950年代，法国国家铁路工程师安德烈·杰奎明发明了一种采用双级弹性传动系统、单边齿轮单边传动的轮对空心轴驱动装置，既可以使用于独立传动系统，也可以使用于组合传动系统，称之为杰奎明驱动装置。在这种驱动装置中，牵引电动机和齿轮箱安装在转向架构架上，一个空心轴式销柱固定在齿轮箱箱体上，大齿轮通过一对滚锥轴承在销柱上旋转；万向节空心轴由主动圆环、扭转空心轴、从动圆环三个部分组成，大齿轮心有两个伸入主动圆环内部的支座，支座通过一对带有橡胶衬套的销柱连接主动圆环，而主动圆环又通过另一对相隔90°的销柱连接扭转空心轴；而空心轴的另一端亦与上述驱动侧相似，扭转空心轴通过一对销柱连接从动圆环，从动圆环又通过另一对相隔90°的销柱连接车轮。
牵引电动机输出的扭矩通过齿轮副、主动圆环、空心轴、从动圆环传递至轮对；而来自轮对的横向作用力经从动圆环、空心轴、主动圆环、大齿轮心、滚锥轴承、空心销柱、齿轮箱体传递至转向架构架。空心轴与车轴之间的间隙约为25～30毫米。杰奎明驱动装置具有结构简单可靠、传递功率较大的优点，而且与阿尔斯通浮动盘式驱动装置相比，杰奎明驱动装置的橡胶关节衬套变形较小，使橡胶衬套的使用寿命亦比前者长得多。由于带有弹性圆环的万向节空心轴占据了轮对内侧较多的轴向空间，因此杰奎明驱动装置的齿轮中心距较大，即使用于独立传动系统亦需要使用中间齿轮传动，使制造成本增加而传动效率稍微受到影响，但这种结构形式同时也将牵引电动机的重量集中在转向架中部，有利于改善转向架高速运行时的平稳性。随着运用经验的增加和生产工艺的进步，杰奎明驱动装置的结构亦变得更为简单合理，例如将结构较复杂的弹性从动齿轮改为刚性结构，将橡胶衬套中的橡胶金属元件简化为套筒式橡胶金属铰接元件等。
电气牵引设备公司（MTE）于1952年为法国国家铁路试制的BB 9003、9004号电力机车首次采用了杰奎明驱动装置，随后于1954年面世的法国第一代交流电力机车（BB 12000、BB 13000型电力机车）亦采用了这种驱动装置。1955年3月，BB 9004号电力机车在波尔多－伊伦铁路以时速331公里刷新了铁路车辆最高速度的世界纪录。1955年10月，法国国铁在部分Z 5100型电力动车组上安装了杰奎明驱动装置（Z 5148～Z 5154号列车），并进行架悬式与轴悬式驱动装置的对比试验，试验结果表明在运行平稳性及车辆动力学性能等方面，架悬式驱动装置都比轴悬式驱动装置更为优异。
自此，以杰奎明驱动装置和阿尔斯通浮动盘式驱动装置为代表的架悬式驱动装置，开始在以后新造的法国国铁机车车辆上被广泛应用；由于阿尔斯通浮动盘式驱动装置在动力学性能方面的固有缺点，使杰奎明驱动装置在1960年代以后逐渐成为主流。使用杰奎明驱动装置的主要车型包括BB 9200、BB 9300、BB 16000、BB 25100、BB 25150、BB 25250、CC 21000、BB 15000、BB 7200、BB 22200、BB 26000型电力机车，以及Z 5300、Z 6400、Z 5600、Z 8800、Z 20500、Z 20900、Z 92050型电力动车组。

### BBC双空心轴驱动装置

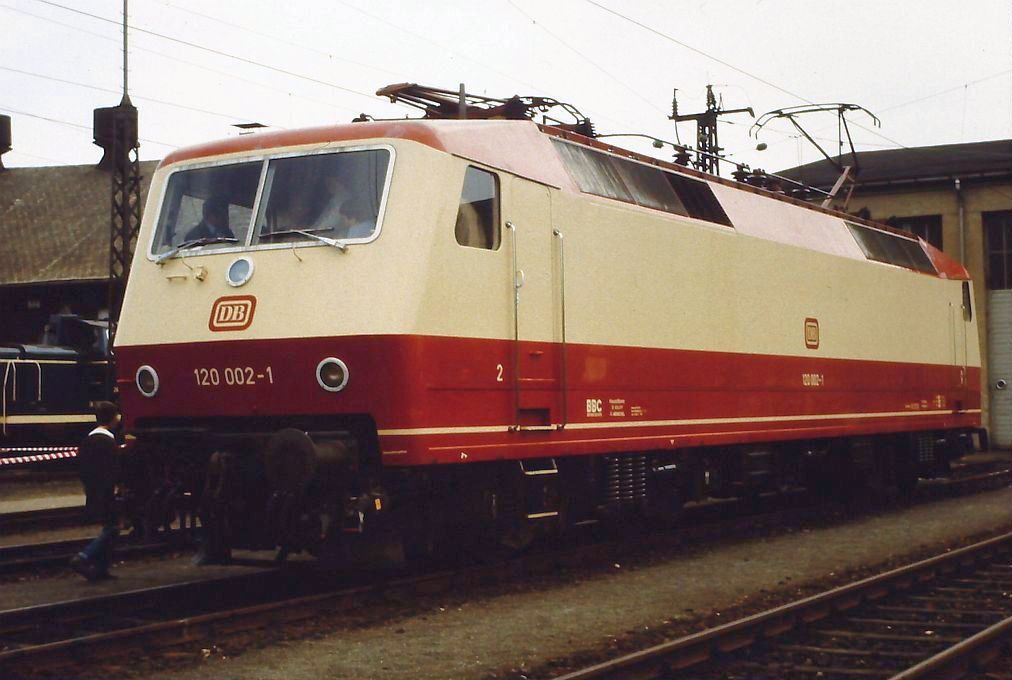
德国联邦铁路120型电力机车是第一款采用双侧六连杆万向节空心轴驱动装置的铁路车辆

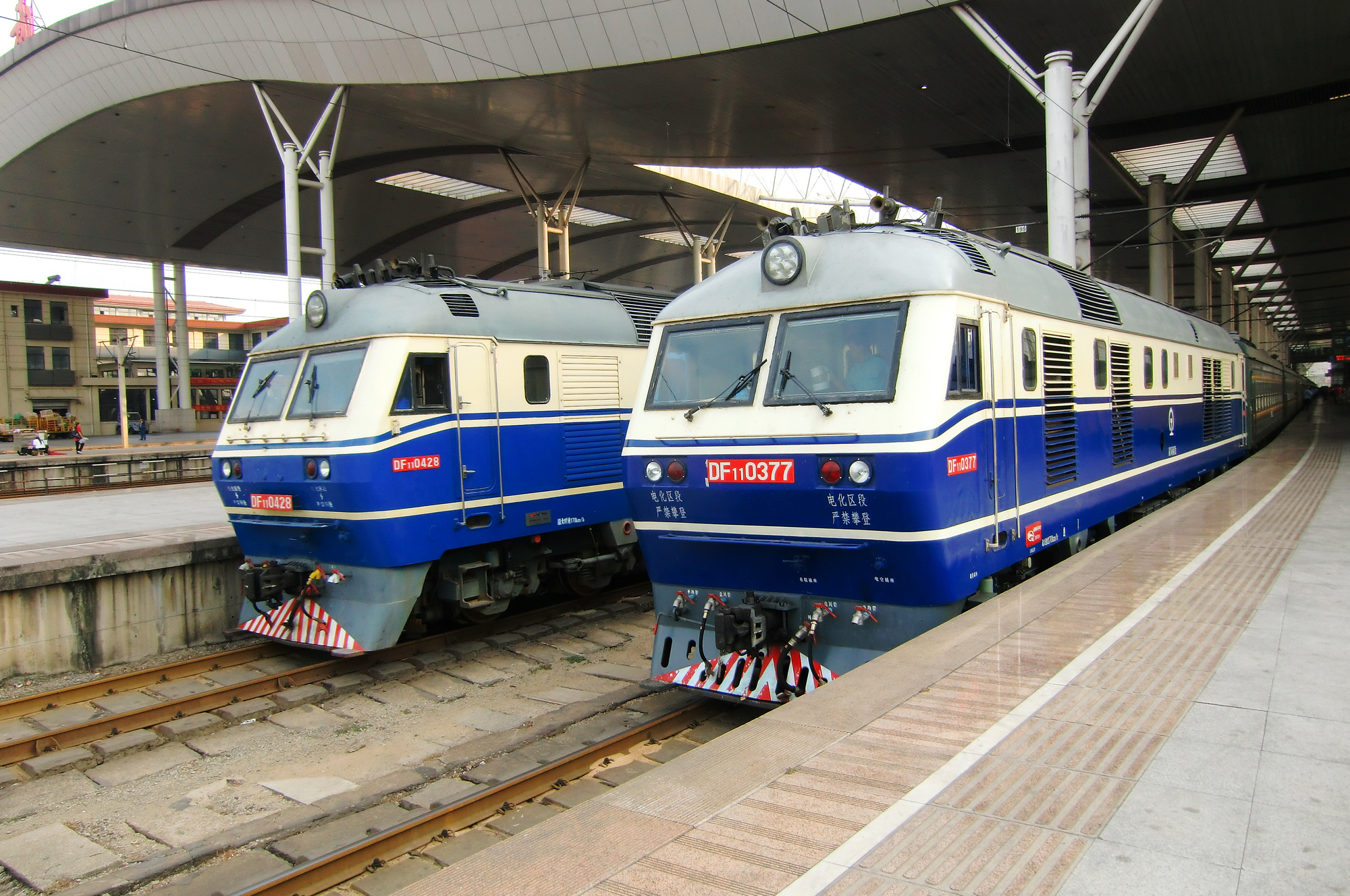
采用双侧六连杆万向节空心轴驱动装置的中国铁路东风11型柴油机车

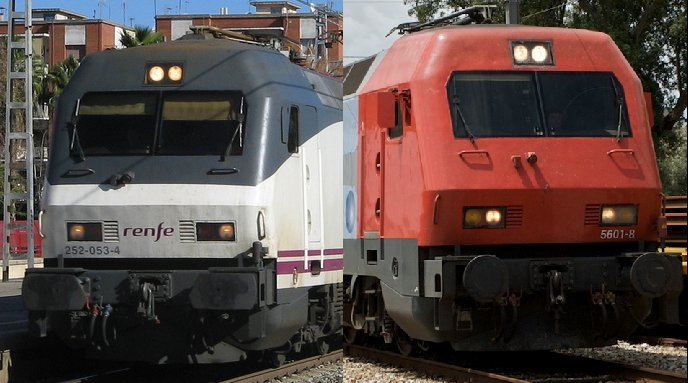
采用牵引电动机弹性悬挂的西班牙国铁252型电力机车（左）与葡萄牙铁路5600型电力机车（右）

1960年代初，瑞士勃朗-包维利股份公司（BBC）与西德西门子-舒克特公司（SSW）在环状橡胶弹性驱动装置的基础上，合作设计试制了一种采用牵引电动机架悬、双级弹性传动、双空心轴结构、单边齿轮传动的轮对空心轴驱动装置，称之为BBC双空心轴六连杆扇形橡胶块驱动装置。在这种结构形式中，牵引电动机刚性地安装在转向架构架上，主动齿轮（小齿轮）压装在牵引电动机电枢轴端；固定空心轴（外空心轴）用螺栓安装在牵引电动机机座上，以保证齿轮中心距在车辆行驶过程中保持不变。从动齿轮（大齿轮）通过滚动轴承在固定空心轴上转动，大齿轮心通过六连杆万向节与转动空心轴（内空心轴）连接。六连杆万向节由六根连杆和一个连杆盘组成，连杆盘用螺栓固定安装在转动空心轴的齿轮端，连杆关节连接点采用了带有球状橡胶衬套的橡胶球铰。转动空心轴是一根圆筒形无缝钢管，同心地套装在车轴外并安插在固定空心轴内。转动空心轴的另一端设置了一个六爪盘，而六爪盘又通过预压缩安装的扇形橡胶块与车轮相连，这种扇形橡胶块在采用弹性轴悬式驱动装置的德国联邦铁路标准化电力机车上已经有十分成熟的使用经验。
牵引电动机电枢轴输出的扭矩经过小齿轮、大齿轮、六连杆万向节、转动空心轴、六爪盘、扇形橡胶块传递到其中一个车轮，并通过车轴驱动另一侧车轮。当车辆运行时轮对因线路不平顺的激扰而产生的垂向或水平振动，由于扇形橡胶块和六连杆机构橡胶球铰的弹性而被大幅衰减，同时，因为扇形橡胶块和橡胶球铰的良好万向性能，使之能够补偿轮对和转向架构架之间相对运动。转动空心轴与车轴之间有35～40毫米左右的间隙，而转动空心轴与固定空心轴之间的间隙约为10～15毫米，因此在这种结构中车轴相对转向架的最大垂向位移可达±35毫米，最大横向位移可达±25毫米。为了使转动空心轴与车轴可以保持同心旋转，扇形橡胶块和橡胶球铰应具有较大的径向刚度，以免产生不平衡力和惯性力。由于扇形橡胶块和橡胶球铰的偏转刚度较小而径向刚度较大，使得内空心轴的横动和偏转的阻力很小，因此驱动系统有较高的粘滑振动稳定性。虽然这种驱动装置的零部件数量较多、整体结构较为复杂，制造成本亦因而增加，但当中每件零部件只承担单一的功能，有利于设计制造和提高可靠性。除此之外，驱动装置中所有零部件包括弹性联轴节均无摩擦耗损、无需润滑，维护保养较为方便。
1963年，德国联邦铁路为了对研制中的新一代高速客运电力机车进行技术验证，将BBC双空心轴六连杆扇形橡胶块驱动装置首次装用于E10 300号电力机车，并与装用亨舍尔－阿尔斯通驱动装置的E10 299号电力机车进行对比试验，两台机车在试验时的最高运行速度都达到了200公里/小时。为了对这两种驱动装置作进一步的比较分析，在1965年交付的首批四台E03型电力机车原型车当中，E03 001、004号机车使用亨舍尔－阿尔斯通驱动装置，E03 002、003号机车使用双空心轴六连杆扇形橡胶块驱动装置；最终由于德国联邦铁路认为BBC双空心轴驱动装置的重量较轻，并决定在自1970年起批量生产、构造速度达200公里/小时的103型电力机车上采用；而在1974年交付的德国联邦铁路181.2型电力机车和奥地利联邦铁路1044型电力机车亦采用了相同的驱动装置。
1979年，使用三相交流传动的德国联邦铁路120型电力机车面世，构造速度为200公里/小时，单轴功率达到1400千瓦，并采用了经过改良的BBC双空心轴驱动装置。由于没有换向器的三相异步电动机对于驱动装置扭转弹性的要求较低，因此摒弃了具有较大扭转弹性而结构较笨重的扇形橡胶块和六爪盘，改为在内空心轴两端均采用相同的六连杆万向节机构，即双侧六连杆万向节空心轴驱动装置，以进一步简化结构及减轻重量。同时，为了充分利用轮对内侧的轴向空间，将内空心轴由圆筒形改为圆锥形，以加大空心轴与车轴间的齿轮端径向间隙。1984年，德国联邦铁路120 001号电力机车以265公里/小时的试验速度，创造了当时德国铁路的最高速度纪录，显示这种驱动装置具备良好的高速性能。
而在同一時期，中国铁路也提出了开发研制提速客运机车的研究计划。根据中华人民共和国铁道部1978年—1985年科技发展规划，株洲电力机车研究所（株机所）于1979年开始研制架悬式驱动装置；为了在这项技术领域尽快追上国际先进水平，且考虑到牵引电动机和传动装置方面的制造工艺和技术难度等因素，经过对轮对空心轴驱动方式和电机空心轴驱动方式的分析比较，最终决定以德国联邦铁路103型电力机车的驱动装置作为借鉴对象。1979年，株机所设计了一套供试验用的双空心轴六连杆扇形橡胶块驱动装置，对应最高速度为180公里/小时，并于1980年在大功率传动试验台完成了强度试验和万向性能试验。此后，针对第一套驱动装置在设计制造和试验时发现的问题，同时参考德国联邦铁路120型电力机车的研制经验，株机所于1983年试制了另一套最高速度150公里/小时的双侧六连杆万向节空心轴驱动装置，改为采用圆锥形整体铸钢空心轴和大齿轮轻型滚动轴承，并于1984年在台架试验中获得了优良的性能试验结果。1990年，首台使用双侧六连杆万向节空心轴驱动装置的东风9型提速客运柴油机车研制成功，由于这是中国首次将轮对空心轴驱动装置应用在机车上，加上该型机车的设计运行速度为140公里/小时，因此采用了圆柱形空心轴、径向间隙30毫米的技术方案。其后，在为广深准高速铁路研制的东风11型柴油机车上，为了满足最高运行速度170公里/小时的技术要求，因而改用圆锥形空心轴并使径向间隙增大到38毫米。基于东风9型和东风11型柴油机车的成功经验，后来研制的韶山8型、韶山9型、韶山7D型、韶山7E型电力机车等都沿用了相同的驱动装置。
上述的德国联邦铁路120型电力机车等车型所采用的双空心轴驱动装置都属于刚性架悬式驱动装置，也就是将牵引电动机、牵引齿轮箱、传动传动、空心轴套等部件刚性地或通过橡胶球形关节直接固定在转向架构架上，驱动装置的一侧通过空心轴套和前托臂与转向架构架连接，而另一侧亦通过后托臂与转向架构架连接，但牵引电动机刚性悬挂对于机车高速运行时的横向稳定性和平稳性都有明显的不利影响。因此，从1990年代开始就出现了向牵引电动机弹性悬挂发展的趋势，其原理是将驱动装置的一侧通过两根带吊杆弹性地悬挂在转向架构架横梁上，另一侧通过长吊臂和球形关节吊挂在构架端梁上，并在驱动装置与构架之间设置横向减震器，使驱动装置也能实现相对于构架的横向运动，以释放部分簧间横向惯性质量，因而能有效改善横向动力学性能、提高非线性临界失稳速度、降低对线路的轮轨作用力。西门子交通集团和克劳斯-玛菲公司于1991年向西班牙国铁提供的252型电力机车，首次采用了牵引电动机弹性悬挂的双侧六连杆万向节空心轴驱动装置；葡萄牙铁路5600型电力机车、西门子ES64P型电力机车、希腊铁路120型电力机车等高速客运机车也采用了类似形式的驱动装置。此后，又进一步发展出庞巴迪IGA驱动装置（半体悬）、西门子HAB驱动装置等集合盘式制动装置的轮对空心轴驱动装置。

### AEG Gealaif驱动装置
以德国联邦铁路120型电力机车为代表的第一代交流传动机车，其驱动装置仍然继承了过往直流传动机车的特点，即采用悬臂结构主动齿轮及非承载式结构齿轮箱。由于直流牵引电动机的转速较低，输出端轴承载荷较小，一般采用润滑脂润滑；但交流异步牵引电动机的转速较高，因而需要从齿轮箱引入润滑油对输出端轴承进行润滑，但由于受到驱动系统结构空间的限制，容易造成润滑油窜入牵引电动机内部，影响牵引电动机性能并增加润滑油消耗。除此之外，传统的悬臂结构主动齿轮将牵引电动机输出端轴承设置在电动机上，使电枢轴承受因齿轮啮合作用所产生的弯矩，并在扭矩和弯矩双重作用下引致电枢轴变形，使输出端轴承和主动齿轮容易损坏，无法达到应有的设计使用寿命。
1990年代初，为了开发新一代的大功率交流传动通用电力机车，德国AEG公司开发研制了称为“Gealaif”的轮对空心轴驱动装置，名称当中的“Gea”代表AEG公司，而“laif”则代表一体化牵引电动机驱动装置（德語：Sécheron-Federantrieb）。这种驱动装置的特点为承载式齿轮箱，小齿轮采用双侧支承结构，小齿轮轴两端通过滚子轴承支承在齿轮箱上，牵引电动机的电枢轴输出端无需轴承，只需通过弹性圆盘联轴器与小齿轮轴连接，从而大幅提高轴承的使用寿命。
牵引电动机、六连杆万向节、空心轴、齿轮箱、弹性联轴器组成为一个整体的驱动单元，由于齿轮箱是一个与电动机连成一体的承载部件，因此齿轮箱还可以同时支承大齿轮和驱动轴承，省略了上一代六连杆空心轴驱动装置中的空心轴套，有利于进一步减轻转向架上的簧间重量；和上述的西班牙国铁252型电力机车一样，“Gealaif”驱动装置也采用了三点式弹性悬挂结构，驱动装置的一侧通过橡胶关节支承在转向架端梁，另一侧通过两根吊杆吊挂于中间横梁，驱动单元与构架之间设有横向减震器。“Gealaif”驱动装置于1993年首次被应用于德国联邦铁路120 118号电力机车进行试验，并在1994年问世的实验性车型——AEG 12X型电力机车、以及2001年面世的量产车型——德国铁路146型电力机车上被采用。

### 西门子HAB驱动装置

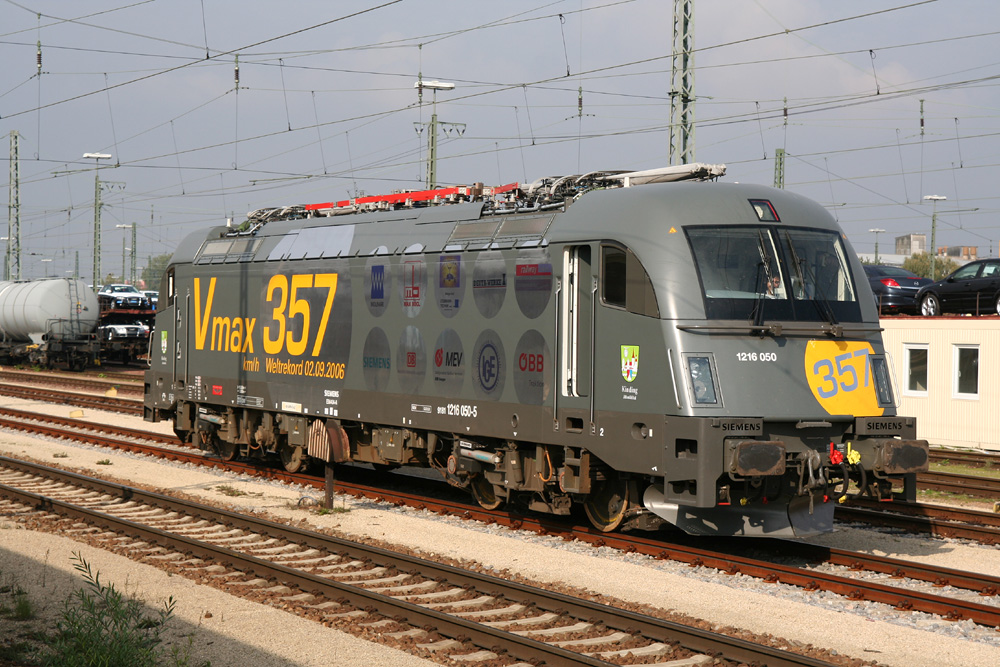
作为电力机车速度纪录保持者的西门子ES64U4型电力机车

2000年，德国西门子交通集团、克劳斯-玛菲公司与瑞典SAB WABCO公司（后被法维莱交通收购）为大功率高速客运电力机车合作开发出HAB驱动装置，其名称代表“带有制动轴的高性能驱动装置”（德語：Hochleistungsantrieb mit Bremswelle）。这种驱动装置不仅继承了双侧六连杆万向节空心轴的基本结构，亦采用了承载式牵引齿轮箱及小齿轮双侧支承结构，取消了空心轴套以减轻转向架上的簧间重量。为了在应用盘式制动的同时也能达到最低之簧下重量，因此该驱动装置并没有采用传统的轮盘制动，而是在电动机轴中心线对称的另一侧，设置一根平行于车轴的独立制动轴，制动轴上装有两块制动盘；制动轴两边均设有联轴节，无需拆卸其他部件就能快速更换制动盘。牵引电动机、六连杆万向节、空心轴、制动轴、盘式制动装置、齿轮箱、弹性联轴器组成为一个整体的驱动制动单元，并采用三点式弹性悬挂结构安装在转向架上，牵引电动机的一侧通过橡胶关节支承在转向架横梁，而制动轴的一侧通过两根吊杆吊挂于端梁，驱动单元与构架之间设有横向减震器。
西门子HAB驱动装置适用于最高速度达230公里/小时的高速客运电力机车。该驱动装置最初被装用于西门子ES64P型电力机车上进行试验，并在后来批量生产的ES60U3、ES64U2、ES64U4型“EuroSprinter”电力机车上应用。2006年9月2日，ES64U4型电力机车（奥地利联邦铁路1216 050-5号电力机车）在德国纽伦堡－慕尼黑高速铁路上，以时速357公里/小时创造了当今世界上铁路机车最高速度纪录。

## 参看
- 架悬式驱动方式
  - 电机空心轴驱动方式
  - 鼓形齿联轴器驱动方式
  - 挠性板联轴器驱动方式